# Gregorio Fuentes
Gregorio Fuentes (Lanzarote, Islas Canarias, 11 de julio de 1897 - Cojímar, Cuba, 13 de enero de 2002) fue un pescador canario-cubano, primer oficial de cubierta del Pilar, la barca perteneciente al escritor norteamericano Ernest Hemingway.

## Biografía
Fuentes nació en el Charco de San Ginés, en Arrecife, Islas Canarias. Descendiente de pescadores y agricultores, él y otros familiares suyos emigraron a Cuba, cuando Fuentes solo tenía 6 años,  zarpando de la isla en el velero en el que su padre trabajaba, con el fin de huir de la pobreza. Sin embargo, su padre no sobrevivió a la travesía hacia Cuba.
Gregorio Fuentes se estableció en Cojímar, una aldea de pescadores en el oeste de La Habana, donde viviría el resto de su vida.
En 1928, el escritor estadounidense Ernest Hemingway contrató a Fuentes como marinero y, posteriormente, capitán de su yate El Pilar, remplazando al oficial de cubierta original de dicho yate, Carlos Gutiérrez, después de que la amante de Hemingway, Jane Mason, le despidiera por estar celosa de la relación del escritor con Martha Gellhorn. Así, Fuentes fue cocinero, pescador, colaborador, mecánico y amigo de Hemingway mientras este vivía en Cuba y lo acompañó en todas "sus expediciones de pesca" desarrolladas en la corriente del Golfo, hasta que el escritor regresó a EE. UU. y se suicidó en 1961. 
En el testamento dejado por Hemingway se ordenaba que su yate fuera cedido al pescador canario con el fin de que lo cuidara ‘como siempre lo había hecho’. Sin embargo, Fuentes decidió regalarlo al Estado cubano, logrando de esa forma su exposición permanente en la Finca Vigía, la casa museo de Hemingway en San Francisco de Paula, un lugar cercano a La Habana. 
Fuentes recuperó su ciudadanía española en el 2001.
Fuentes murió de cáncer en Cojímar en 2002 a los 104 años de edad. Como no sabía leer ni escribir, nunca leyó El viejo y el mar, la novela que escribió Hemingway basándose en ese personaje.

## Legado
- En 1959, Fuentes fue homenajeado en la Asociación de la Casa del Miedo, en Arrecife.[1]
- Su casa en Cojimar fue una celebridad en La Habana y toda Cuba, convertido en un lugar turístico para hablar y contar anécdotas sobre Hemingway.[1]
- Gregorio Fuentes y Carlos Gutiérrez sirvieron como modelo para el viejo Santiago de El viejo y el mar.[1]